# 와타나베 마유
와타나베 마유(渡辺 麻友, 1994년 3월 26일 ~ )는 일본의 여성 아이돌 그룹 전 AKB48 팀B의 멤버이자 솔로가수이다. 2008년 6월부터 프로덕션 오기에 소속되어 있다.
2012년 3월에 트라이식 고등학교(통신제)를 졸업했다.
2007년 4월 8일부터 AKB48 극장에서 팀B의 일원으로서 공연했다.
2020년 5월 31일 건강상의 문제로 소속사를 퇴소하고, 연예계를 은퇴했다.

## 내력
데뷔 전
- 초등학교 6학년 (2005년도) 때는 히키코모리에 가까웠다고 고백했다. 식사 중에 가족과 대화하지 않고, 학교에서는 "반의 유령", 하교하면 컴퓨터로 직행해 인터넷으로 애니메이션을 보거나 일러스트를 그리거나 했다. 본인 왈, "2차원에 깊이 빠져 있었다". 그런 생활이 2년간 이어졌다. AKB48의 존재를 알게 된 것도 인터넷이 계기였다. 어머니는 처음엔 연예계 진출에 난색을 표했으나 이를 계기로 딸이 밖에 나가서 활발한 아이가 될지도 모른다고 생각하며 결국엔 찬성했다.

2006년
- 2월 19일 제2기 오디션에 응모해 낙선.
- 12월 3일 『 제3기 AKB48 추가 멤버 오디션』에 합격. AKB48 출범 때부터 팬이었으며 오디션 응모 이유도 "너무 좋아해서 들어가고 싶었다". 가창 심사에서 "벚꽃의 꽃잎들"을 불렀다.

2007년
- 4월 8일 AKB48 극장에서 팀B 1st Stage "청춘 걸즈" 첫날 구 팀B의 일원으로 공연했다.
- 7월 18일 4th 싱글 "BINGO!"에서 구 팀B 멤버로서는 처음으로 (카시와기 유키, 히라지마 나츠미와 동시) 선발 멤버에 입성했다.

2008년
- 히라지마 나츠미와 나카가와 하루카 (전 JKT48), 오오타 아이카(전 HKT48)와 함께 유닛 "渡り廊下走り隊"를 결성 (후에 渡り廊下走り隊7으로 이행).

2009년
- 6월 23일부터 7월 7일까지 실시된 『AKB48 13th 싱글 선발 총선거 "하느님께 맹세코 진심입니다"』에서는 4위로, 미디어 선발에 입성했다. 10대 초반의 멤버로 톱5에 진입한 것은 2013년 현재 와타나베뿐이며, 톱10 진입을 포함해도 마츠이 쥬리나(SKE48, 2010년도, 2012년도)와 2명뿐.

2010년
- 5월 25일부터 6월 8일까지 실시된 『AKB48 17th 싱글 선발 총선거 "어머니께 맹세코 진심입니다"』에서는 5위, 2년 연속으로 미디어 선발에 입성했다. 6월 9일에 개최된 개표 이벤트에서의 연설에서는 눈물을 흘리며 "지금 이 현상에 만족하지 않습니다"라고 코멘트했다.

2011년
- 5월 13일 1st사진집 『 마유유 』(슈에이샤)가 발매되었다. 5월 23일자 오리콘 랭킹의 Book(종합) 부문에서 여성 솔로 사진집 중 최고로 3위를 획득.
- 5월 24일부터 6월 8일까지 실시된 『AKB48 22nd 싱글 선발 총선거 "올해도 진심입니다"』에서는 2년 연속 5위, 3년 연속으로 미디어 선발에 진입했다. 6월 9일에 개최된 개표 이벤트에서의 연설에서는 전년과 달리 웃으면서 "순위는 그냥 숫자이므로 저는 좌우되지 않습니다. 나는 앞으로도 자신을 믿고 여러분을 믿고 자신이 정한 길을 걷겠습니다"라고 코멘트했다.
- 5월 24일부터 6월 8일까지 실시된 "AKB48 홍콩 선발 총선거"에서는 2위가 되었다.
- 6월 12일 중화민국 타이베이시 완화 구 서문 거리에 개점한 AKB48 오피셜 매장 이벤트에 참가했다.
- 12월 13일에 개최된 TV 애니메이션 『AKB0048』 성우 공개 오디션에 합격해 성우 선발에 입성했다.

2012년
- 1월 13일부터 방송된 심야 드라마 『사바돌』(TV도쿄)로 드라마 첫 주연.
- 2월 29일 『사바돌』의 주제가 "싱크로 도키메키"로 소니 뮤직 레코드에서 솔로 데뷔했다. AKB48에서는 4번째 솔로 데뷔이다. 기획싱글이었던 오오호리 메구미, 아키모토 야스시가 프로듀스에 관여하지 않은 마스다 유카, 오쿠 마나미를 포함하면 7번째이다.
- 4월 26일 『AKB0048』 성우 선발 멤버 9명의 신유닛 "NO NAME"의 결성이 발표된다. 작품의 주제가 "희망에 대해"와 "꿈은 몇번이나 다시 태어난다"를 부른다.
- 5월 22일부터 6월 5일까지 실시된 『AKB48 27th 싱글 선발 총선거』에서는 2위로 선발에 진입했다. 6월 6일에 개최된 개표 이벤트에서의 연설에서는 "만약 내년에도 총선이 있다면 저는 1위를 차지하고 싶어요. 아직 미숙할지도 모르지만, 내년까지는 반드시 센터가 될 수 있는 사람이 되고 싶습니다"라고 코멘트했다.
- 8월 24일 『AKB48 in TOKYO DOME~1830m의 꿈~』 첫날 공연에서 팀A로 이동하는 것이 발표되었다.
- 11월 1일 팀A에 이동
- 11월 2일 팀A 웨이팅 공연 센터로 새 팀에서 활동을 시작했다.
- 11월 21일 솔로 3rd 싱글 "빛나는 것들"을 발매. 오리콘 주간 싱글 랭킹에서 첫 등장 1위를 기록.

2013년
- 2월 20일 발매된 30th 싱글 "So long!"에서 첫 센터 포지션을 맡게 되었다.
- 5월부터 6월에 걸쳐 실시된 『AKB48 32nd 싱글 선발 총선거』에서는 3위로 선발 멤버로 선출되었다.

2014년
- 2월 24일 Zepp DiverCity에서 개최된 《AKB48 그룹 대조각 축제》에서, 팀B로 이동하는 것이 발표되었다.
- 5월부터 6월에 걸쳐 실시된 『AKB48 37th 싱글 선발 총선거』에서는 1위로 센터를 차지했다.

2015년
- 5월부터 6월에 걸쳐 실시된『AKB48 41st 싱글 선발 총선거』에서는 3위로 선발 멤버로 선출되었다
- 드라마 싸워라서점걸 주연.

2016년
- 5월부터 6월에 걸쳐 실시된『AKB48 45th 싱글 선발 총선거』에서는 2위로 선발 멤버로 선출되었다.

2017년
- 5월부터 6월에 걸쳐 실시된『AKB48 49th 싱글 선발 총선거』에서는 2위로 선발 멤버로 선출되었다. 총선거 스피치에서 AKB48로부터의 졸업을 발표했다.
- 10월 31일 사이타마 슈퍼 아레나에서 개최된 AKB48로부터의 본인 졸업 콘서트를 개최했다.
- 12월 20일 자신의 첫 솔로 앨범을 발매했다.
- 11월 22일 발매된 50th 싱글 "11월의 앵클릿"에서 센터를 맡았다.
- 12월 26일 AKB48 극장에서 개최된 졸업 공연을 했다.
- 12월 31일 AKB48 팀B 졸업.

2020년
- 6월 1일 소속 사무소인 프로덕션 오기에서 건강상으로 연예계를 은퇴한다고 발표, 5월 31일자로 계약 종료 및 소속사 퇴사. 동시에 연예계 은퇴[1].

## 인물
3자매의 막내. 이름인 "마유"는 할머니가 붙여주신 이름으로 "삼 (麻)나무처럼 쑥쑥 자라친구 (友)들을 많이 만드는 아이가 되었으면 좋겠다"는 것에서 유래했다. 어머니를 "뭇티"라고 표현한다. 어린 시절에는 울보였다. 초등학교 6학년 때 샀다는 붉은 테 안경을 가지고 있다. 자신의 방은 애니메이션 상품으로 가득 차서 거실에서 잔다고 한다.
좋아하는 음료수는 유산균 음료 "피루쿠루". 좋아하는 음식은 버섯. 예전에는 싫어하는 음식이 야채 전반과 매운 음식이었으며 수영도 전혀 못했고 체육에 전반적으로 취약하다고 발언했다. 그러나 2012년 이후에는 "1년에 100개의 골칫거리 극복"을 목표로 수영은 수영장에서 5미터 헤엄칠 수 있게 되었고 달리기나 농구에도 첫 도전했다. 하지만 여전히 잘하는 건 아니다. 야채도, 찐 양배추나 인삼이라면 먹을 수 있게 되었다.
시력이 나빠 콘택트 렌즈를 사용하고 있다. 콘택트 렌즈를 끼지 않을 때는 안경을 착용.
AKB48에 가입하고 얼마 안 지났을 무렵 시부야에서 카시와기 유키와 함께 헤어모델 캐스팅 제의를 받은 경험이 있다.
일러스트를 잘 그려서 어릴 때부터 만화가를 지망했다. 『AKB 0시 59분!』의 퀴즈에서 즉흥으로 특징을 파악해 애니메이션 『사자에상』의 아나고 상 등 각종 애니메이션, 만화 캐릭터를 10초 이내에 그린다는 특기가 있다. 『주간 영 점프』 2010년 9월 9일 발매 41호에 "2차원밖에 사랑할 수 없어"를 게재하고, 만화가로 데뷔한다. 또 『아리요시 AKB공화국』의 마스코트 캐릭터의 창작자이기도 하다.
자타가 공인하는 아키바계 오타쿠로, 애니메이션이나 특수 촬영 프로그램을 선호한다. 애니메이션은 주로 심야 애니메이션을 녹화해 보고 있으며 특히 『듀라라라!!』를 좋아한다. 그 외에는 『흑집사』도 즐겨보며, 애니메이션 매장에서 세바스찬 미카엘리스의 피규어를 뚫어지게 보고 있는 모습이 목격되었다. 본인 왈, "5시간 정도 (피규어를) 보고 있어도 질리지 않는다". 미즈키 나나의 팬으로 『GIRLS' FACTORY』 2012년 4월 14일 방송분에서 미즈키가 게스트 출연했을 때 『하트 캐치 프리큐어』의 대사를 해 달라고 부탁했으며, 특수 촬영물 중에는 슈퍼 전대 시리즈 『염신 전대 고온쟈』에서 아이자와 리나가 연기하는 고온 옐로우를 좋아해 코스프레도 했다. 그러나 2012년 이후에는 활동이 바빠져 애니메이션을 볼 시간도 적어졌기 때문에 스스로 애니메이션 화제를 거론하지 않게 되었다.
한편 현실 세계의 남성에 대해서는 흥미가 없다고 해서, "2차원은 배신하지 않는다"고 했으며 "3차원의 남자를 좋아한 적이 없어."라고 키쿠치 아야카에게 말할 정도. 다만, 남장 카페에 다니거나 『AKBINGO!』의 "DANSO 코시엔"에서 의대생 남장을 했을 때는 "백의나 안경을 좋아해서 신났다"고 한 만큼, 남장에는 관심이 있다. 이 때는 미야자와 사에 (현 SNH48)에 1표 차로 우승했다.
초등학교 3학년 때, 이케부쿠로 선샤인 시티에서 개최된 『제멋대로☆페어리 미루모퐁!』의 이벤트에서 카에데 역의 나카하라 마이와 악수한 경험이 있다.
호리에 유이를 좋아한다. 초등학교 때 본 애니메이션 『시스터 프린세스』와 그 오프닝 테마 곡인 "Love Destiny"에서 호리에의 존재를 처음 알고 이후 출연 작품이나 CD, 라이브 DVD를 체크하게 되었다. 와타나베의 14세 생탄제가 열린 극장 공연을 호리에가 관람했으며, 공연 종료 후에 와타나베가 인사하러 가려고 했으나 스틸 촬영 등으로 현장이 분주했기 때문에, 제대로 인사는 못했다. 그 4년 후인 2012년에 TV 애니메이션 『AKB0048』에 공동출연하게 되면서 잡지 대담에서 처음 만나게 되었다.
thee michelle gun elephant, BUMP OF CHICKEN, Sound Horizon을 좋아하는 아티스트로 꼽고 있다. B'z도 좋아하는 것으로 알려져 있었지만 『GIRLS' FACTORY#5~PART 1~』(2012년 3월 11일 후지 TVONE)에 출연했을 때, B'z에 관해서는 루머이며, 그런 발언을 한 적이 없다고 부정했다. Sound Horizon은 가족 모두가 열중하고 있어 콘서트에 간 적도 있다.
다카라즈카 가극단의 팬이다. 작은 언니와 효고현 다카라즈카시의 다카라즈카 대극장까지 함께 보러 갈 때가 많고, 역시 다카라즈카 가극단을 좋아하는 코바야시 마리나, 하타 사와코 (전 SKE48)와 함께 3명을 "즈카부"라고 부른다. 주조의 남자 역 스타 아사카 마나토를 "마아사마"라고 부를 만큼 팬이지만, 조에 대해서는 "화조를 좋아하는 사람"이라고 한다.『월간 AKB48그룹 신문』 2013년 8월호 표지에서 사시하라 리노와 함께 통칭 "화조 포즈"로 불리는, 한 손을 후두부에 댄 자세로 등장했다.

### AKB48 관련
애칭은 "마유유". 작명자는 전 멤버인 요네자와 루미. 후배에게는 "마유상", "마유유상"이라고 불리는 경우가 많다. 캐치 프레이즈는 "모~두의 시선을 받아먹겠습니다 마유유".
『AKBINGO!』가 시작된 초기에는 아무 말도 없이 그저 앉아만 있었으며 잘 갖추어진 얼굴 생김새에서 "와타나베 마유는 CG이다", "2.5차원"이라고 한 적이 있다. 본인도 이 일을 몇번 언급했고, 제2회 선발 총선거 포스터에는 "일으켜 보이겠습니다! CG 레볼루션!!"이라는 광고 카피가 사용됐다.
머리는 한번도 염색한 적이 없다. 본인 왈, "주위에서 갈색머리를 하는 걸 봐도, 염색하고 싶었던 적이 없어요, 한번도. 머리를 칭찬받을 때도 많고, 이 검은 머리가 자신의 매력 포인트인 걸까 싶어요." 대부분의 경우, 앞머리는 왁스로 굳히고 있어 절대로 올라가는 일이 없다.(앞머리만드는데2시간걸림) AKB48에 가입해서 이마를 보인 것은 2번뿐. 라이브 사이의 MC에서도 앞머리에 신경 쓰는 모습이 자주 보인다. 2017년에 갈색으로 염색했고
2016년부터는 앞머리를 별로 신경쓰지 않는다.

내력에 기재한 대로 AKB48을 좋아해서 오디션을 받은 만큼 인생에서 처음 구입한 CD도 후에 자신의 오디션에서 부른 "벚꽃의 꽃잎들".
AKB48 멤버 중 카시와기 유키(동기)와 사시하라 리노(HKT48에 이적) 등과 사이가 좋고, 오오타 아이카나 타나베 미쿠, 나카야 사야카와 "오타쿠 4"를 결성했다. 또, 남장 카페를 좋아해서, 히라지마 나츠미와 함께 가는 사이. 또 전 SKE48 멤버인 마츠시타 유이와 ℃-ute 멤버 스즈키 아이리 와도 사이가 좋다.
오오시마 유코와는 서로의 엉덩이가 마음에 들어 의기 투합해서 이후 "오시리(엉덩이) 시스터즈"를 자칭하고 있다. 와타나베는 오오시마를 "오시리코", 오오시마는 와타나베를 "시리리"라고 부른다.

### 평가
AKB48의 종합 프로듀서 아키모토 야스시는, 와타나베를 "정통파 아이돌 미소녀", "타고난 일본 아이돌입니다. 아이돌이 되기 위해 태어난 듯한 아이입니다."라고 평가했다.
『 MUSIC FAIR』에서 "사랑에 대해"를 공연한 스가시카오에게도 높은 평가를 받고 있다.
연기력에 대한 평가가 높아서, 제3회 선발 총선거 개표 행사 사회자에게 "드라마 『마지스카 학원』에서 어려운 역할을 호연"이라고 소개됐다. 또 『주간 플레이 보이』(슈에이샤)에서 열린 "제3회 AKB 선발 총선거 예상"에서는 『BUBKA』(코어 매거진)의 AKB48 담당자(편집장) 모리타가 ""마지스카" 네즈미 역할에 너무 빠져 버려서, 팬 이탈(순위의 저하)이 걱정"으로 예상되었지만 실제로 등수는 내려가지 않고, 획득 득표수는 전년도를 웃돌았다.

## AKB48에서의 참가곡

### 싱글 CD 선발곡
- BINGO!
- 僕の太陽/나의 태양
- 夕陽を見ているか?/석양을 보고 있는가?
- ロマンス、イラネ/로맨스, 필요없어
- 桜の花びらたち2008/벚꽃의 꽃잎들2008
- Baby! Baby! Baby!
- 大声ダイヤモンド/큰소리 다이아몬드
- 10年桜/10년 벚꽃
- 涙サプライズ!/눈물 서프라이즈!
- 言い訳Maybe/변명Maybe
- RIVER
- 桜の栞/벚꽃의 서표
  - マジスカロックンロール/마지스카 로큰롤
- ポニーテールとシュシュ/포니테일과 슈슈
  - マジジョテッペンブルース/마지여고 정상 블루스
- ヘビーローテーション/헤비 로테이션
  - ラッキーセブン/럭키세븐
  - 野菜シスターズ/야채 시스터즈 - 야채 시스터즈 명의
- Beginner
- 「チャンスの順番」/찬스의 순서에 수록
  - 予約したクリスマス/예약한 크리스마스
  - ラブ・ジャンプ/러브 점프 - 팀B 명의
- 桜の木になろう/벚꽃 나무가 되자
- 誰かのために -What can I do for someone?-/누군가를 위해서
- Everyday、カチューシャ/Everyday, 카츄샤
- フライングゲット/플라잉 겟
  - 青春と気づかないまま/청춘을 깨닫지 못한 채
  - アイスのくちづけ/아이스 입맞춤
  - 野菜占い/야채 점 - 야채 시스터즈 2011 명의
- 風は吹いている/바람은 불고 있다
- 「上からマリコ」/위로부터 마리코에 수록
  - ノエルの夜/노엘의 밤
  - 呼び捨てファンタジー/반말 판타지 - 팀B 명의
- GIVE ME FIVE!
  - 羊飼いの旅/양치기 여행 - 스페셜 걸즈B 명의
- 真夏のSounds good !/한여름의 Sounds good!
  - ちょうだい、ダーリン!/줘, 달링!
  - 君のために僕は…/너를 위해 나는...
- ギンガムチェック/깅엄체크
  - 夢の河/꿈의 강
- UZA
  - 孤独な星空/고독한 별하늘 - 팀A 명의
- 「永遠プレッシャー」/영원 프레셔에 수록
  - とっておきクリスマス/소중한 크리스마스
  - 永遠より続くように/영원보다 오래 가길 - OKL48 명의
- So long !
  - Ruby - 시노다 Team A 명의
- さよならクロール/안녕 크롤
  - イキルコト/산다는 것 - Team A 명의
- 恋するフォーチュンクッキー/사랑하는 포춘쿠키
  - 涙のせいじゃない/눈물 탓이 아니야
- ハート・エレキ/하트 일렉트릭
  - キスまでカウントダウン/키스까지 카운트다운 - Team A 명의
- 「鈴懸の木の道で「君の微笑みを夢に見る」と言ってしまったら僕たちの関係はどう変わってしまうのか、僕なりに何日か考えた上でのやや気恥ずかしい結論のようなもの」/플라타너스 나무 길에서 "너의 미소를 꿈에서 본다"고 말해 버린다면 우리들의 관계는 어떻게 변할 것인가, 나 나름대로 며칠간 생각한 조금 부끄러운 결론 같은 것에 수록
  - Mosh&Dive
  - Party is over
- 前しか向かねえ / 앞 밖에 보지 않아
- ラブラドール・レトリバー / 래브라도 리트리버
  - Bガーデン / B 가든 - Team B 명의
  - 今日までのメロディー / 오늘까지의 멜로디
- 心のプラカード / 마음의 플래카드
  - 教えてMommy / 가르쳐줘 Mommy
  - セーラーゾンビ / 세일러 좀비 - 밀크 플래니트 명의
- 望的リフレイン / 희망적 리프레인
  - ロンリネスクラブ / 론리네스 클럽 - 팀B 명의
- Green Flash
  - 春の光 近づいた夏 / 봄의 빛 다가온 여름
  - 履物と傘の物語 / 신발과 우산 이야기
- 僕たちは戦わない / 우리는 싸우지 않아
  - 君の第二章 / 너의 제2장
- ハロウィン・ナイト / 할로윈 나이트
  - 一歩目音頭 / 첫걸음 선창
- 唇にBe My Baby / 입술에 Be My Baby
  - 365日の紙飛行機 / 365일의 종이비행기
  - 金の羽根を持つ人よ / 금날개를 가진 자여 - 팀 B 명의
  - 背中言葉 / 등 너머로 하는 말
- 君はメロディー / 너는 멜로디
- 翼はいらない / 날개는 필요 없어
  - 恋をすると馬鹿を見る / 사랑을 하면 손해를 본다 - 팀 B 명의

NO NAME 명의
- 希望について/희망에 대해서
  - 夢は何度も生まれ変わる/꿈은 몇번이고 다시 태어난다
  - 虹の列車/무지개 열차
- この涙を君に捧ぐ/이 눈물을 너에게 바친다
  - 主なきその声/주요한 그 목소리
  - 少女たちよ/소녀들이여 NO NAME ver.
  - 大声ダイヤモンド/큰 소리 다이아몬드 NO NAME ver.
  - てもでもの涙/해도 해도 눈물 NO NAME ver.

### 앨범 CD 선발곡
- 『神曲たち』/신곡들에 수록
  - Baby! Baby! Baby!
  - 自分らしさ/나다움
  - 君と虹と太陽と/너와 무지개와 태양과
- 《ここにいたこと 여기에 있던 것》에 수록
  - 少女たちよ/소녀들이여
  - 恋愛サーカス/첫사랑 서커스 - 팀B 명의
  - わがままコレクション/제멋대로 컬렉션
  - ここにいたこと/여기 있다는 것
- 《1830m》에 수록
  - ファースト・ラビット/퍼스트 래빗
  - ノーカン/노카운트 - 팀B 명의
  - アボガドじゃね〜し…/아보가도 아니라구...
  - 大事な時間/중요한 시간
  - いつか見た海の底/언젠가 본 해저 - Up-and-coming girls 명의
  - 行ってらっしゃい/다녀오세요
  - 青空よ 寂しくないか?/푸른 하늘이여 외롭지 않은가?
- 《次の足跡 다음 발자국》에 수록
  - After rain
  - 確信がもてるもの / 확신하는 것 - 팀 A 명의
  - 僕は頑張る / 나는 노력한다
  - Stoicな美学 / 스토아 미학
- 《ここがロドスだ、ここで跳べ! 여기가 로도스다, 여기서 뛰어라!》에 수록
  - 愛の存在 / 사랑의 존재
  - To goで / To go로 - 팀 B 명의
  - 純情ソーダ水 / 순정 소다수
- 《0과 1의 문》에 수록
  - ミュージックジャンキー / 음악 중독자 - 팀 B 명의
  - クリスマスイブに泣かないように / 크리스마스 이브에 울지 않도록

### 극장 공연 유닛곡
팀B 1st Stage "청춘걸즈" 공연
- 비의 동물원
- 끈적이는 여름

팀B 2nd Stage "보고 싶었어" 공연
- 한탄의 피규어
- 물가의 CHERRY
- 등 뒤에서 껴안아줘
- 리오의 혁명
※전원 참가 곡이지만 "스커트, 펄럭이며"에서는 프론트 멤버(스카히라 세븐)로 등장한다.

팀B 3rd Stage "파자마 드라이브" 공연
- 파자마 드라이브

팀B 4th Stage "아이돌의 새벽" 공연
- 유감소녀

AKB48 in 시어터 G로소 "꿈을 죽게 할 수는 없어" 공연
- 첫 젤리빈즈
※ 마에다 아츠코, 치카노 리나, 스즈키 시호리의 스탠바이

팀B 5th Stage "극장의 여신" 공연
- 첫사랑이여 안녕

시노다 팀 A 웨이팅 공연
- 스커트 히라리
- 유리의 I LOVE YOU

요코야마 팀A 웨이팅 공연
- 캔디

팀B 6th Stage 「파자마 드라이브」 공연
- 해도해도의 눈물

팀B 7th Stage 「지금 연애 중」 공연
- 봄이 올 때까지

## 출연

### TV 프로그램
- AKB 1시 59분! (2008년 2월 21일 ~ 3월 27일, 닛폰 TV)
- AKB 0시 59분! (2008년 4월 7일 ~ 9월 29일, 닛폰 TV)
- AKB48 네모우스 TV (패밀리 극장)
  - Season1 (2008년 7월 27일·10월 12일)
  - Season2 (2009년 7월 31일 · 8월 7일 · 9월 11일 <비디오 메시지만>)
  - 스페셜 2009 (2009년 12월 28일 <비디오 메시지만>)
  - Season5 (2010년 10월 24일 · 31일)
  - 스페셜 ~프로젝트 AKB in 마카오~ (2010년 12월 26일)
  - Season7 (2011년 10월 2일 · 10월 9일)
  - 스페셜 ~뉴질랜드에서 본 환상의 우주~ (2012년 6월 10일)
  - Season14 (2014년 2월 9일 · 2월 23일 · 3월 23일)
  - Season16 (2014년 7월 27일)
  - Season17 (2014년 11월 16일 · 12월 21일)
  - Season17 번외편 (2015년 1월 25일 · 2월 8일 · 2월 15일)
  - Season18 (2015년 4월 5일 · 5월 3일 · 5월 17일 · 5월 24일)
  - Season20 (2016년 1월 3일)
  - Season21 (2016년 2월 21일)
- AKBINGO! (2008년 10월 1일 ~ 부정기 출연, 닛폰 TV)
- 주간 AKB (2009년 7월 10일 ~ 2012년 11월 30일 부정기 출연, TV 도쿄)
- 나루호도! 하이 스쿨(2010년 5월 30일 · 10월 9일 · 2011년 4월 21일 - 2012년 3월 8일, 닛폰 TV)
- AKB-급 구르메 스타디움 (2010년 7월 4일 · 8월 15일, 음식과 여행의 후디즈 TV)
- AKB와 ××! (2010년 8월 10일 · 12월 23일, 요미우리 TV)
- AKB48 콩트 "미묘~" (2011년 9월 29일 · 10월 6일 · 13일 · 27일 · 11월 17일 · 12월 1일, 히카리 TV)
- HaKaTa 백화점 (2012년 10월 21일 일본 TV)
- 제너레이션 천국 (2013년 1월 28일 ~ 2014년 3월 10일 부정기 출연, 후지 TV, 망고세대(유토리 세대) 대표)
- AKB 영상센터 "마유유의 테이블보 빼기" (2013년 5월 6일, 후지 TV)
- AKB48 SHOW! (2013년 10월 5일 ~ 부정기 출연, BS 프리미엄)
- 연애 총선거 (2014년 4월 3일 - 2014년 9월 25일 부정기 출연, 후지 TV)
- UTAGE! (2014년 4월 21일 ~ 2015년 9월 29일, TBS) - 진행 도우미
- AKB에서 아르바이트 (2014년 7월 2일 ~ 12월 24일 부정기 출연, 후지 TV)
- ※ AKB 조사 (2015년 3월 26일, 후지 TV)
- 우리가 생각하는 밤 (2015년 7월 16일 ~ 30일, 후지 TV)
- Momm !! (2015년 10월 19일 ~ 부정기 출연, TBS)
- 정열대륙 - 와타나베 마유 편 (2015년 6월 14일, TBS)

### 텔레비전 드라마
- 마지스카 학원 (TV 도쿄) - 네즈미 역
- 벚꽃으로부터의 편지 ~AKB48 각각의 졸업 이야기~ (2011년 2월 26일 ~ 3월 6일, 닛폰 TV)
- 마지스카 학원 2 (2011년 4월 15일 ~ 7월 1일, TV 도쿄) - 네즈미 역
- 사바돌 (2012년 1월 13일 ~ 4월 6일, TV 도쿄) - 주연 우사 시지미 역
- 메구땅은 마법 사용할 수 있는 거야? 제19화 (2012년 11월 17일, 닛폰 TV) - 마유땅 역
- So long! 제1화 (2013년 2월 11일, 닛폰 TV) - 카와카미 후타바 역
- WONDA×AKB48 쇼트 스토리 "포춘 쿠키" (2013년 7월 7일, 후지 TV) - 타나베 미카 역
- 세일러 좀비 (2014년 4월 19일 ~ 7월 5일, TV 도쿄) - 먀유 역
- 싸우다! 서점 걸 (2015년 4월 14일 ~ 6월 9일, 후지 TV) - 주연 키타무라 아키 역
- AKB 호러나이트 아드레날린의 밤 (2015년 10월 29일, TV 아사히) - 마유미 역

### TV 애니메이션
※ 굵은 글씨는 주연
- 짱구는 못말려 (2012년 3월 9일·16일, TV 아사히) - 마유유 역
- AKB0048 (2012년) - 소노 치에리 역
- AKB0048 next stage (2013년) - 소노 치에리 역
- 마법사 프리큐어! (2016년 10월 23일, 아사히 방송) - 마유 역

### 라디오
- AKB48 내일까지 좀 더. (2008년 4월 28일 ~ 2012년 3월 26일 · 비정기 출연, 분카 방송)
- 와타리로카 하시리타이의 푸른 미래에 첫사랑 대쉬!! (2009년 1월 3일 ~ 6월 27일, CBC 라디오)
- ON8(2012년 2월 27일 bayfm)

### CM
- 인텔 "Ultrabook"
  - HP 엄청 얇은 울트라 편 (2012년 7월 14일 ~ ) - 마츠이 쥬리나, 시마자키 하루카, 이리야마 안나, 오오바 미나, 나가오 마리야와 공동 출연
- 겡키스시 (2013년 8월 ~ , 홍콩) - 카토 레나와 공동 출연

### 영화
- 스리 데이 보이즈 (2009년 7월 4일 개봉, FREAK ENTERTAINMENT)
- 퍼시 잭슨과 올림포스의 신/마의 바다 (2013년 11월 1일, 20세기 폭스) - 아나베스 체이스 (알렉산드라 다다리오) 역 (일본어 더빙)

### 애니메이션 영화
- 노려진 학원 (2012년 11월 10일 공개, 마츠다케) - 나츠키 역 (주연)

## 서적

### 잡지 연재
- 주간 영 점프(2010년 8월 19일-, 슈에이샤) - 사시하라, 카시와기, 키타하라와 함께 "AKB48당번 연재 구루구루 4".

### 사진집
- 마유유(2011년 5월 13일, 슈에이샤)
- 와타나베 마유 교복 도감 마지막 교복(2013년 4월 19일, 슈에이샤)

### 달력
- B.L.T. U-17 summer(2008년 8월 7일 도쿄 뉴스 통신사)
- BLTU-17 Vol.11 sizzleful girl 2009 summer(2009년 8월 5일, 도쿄 뉴스 통신사)
- 와타나베 마유 2011년 달력(2010년 10월 10일, 하고로모)
- 와타나베 마유 2012년 달력(2011년 11월 19일, 하고로모)
- 와타나베 마유 2012 TOKYO데이트 캘린더(2011년 11월 29일, 하고로모)
- 벽 AKB48-13와타나베 마유 달력 2013년(2012년 11월 30일, 하고로모)
- 탁상 AKB48-145와타나베 마유 달력 2013년(2012년 12월 7일, 하고로모)
- 벽 와타나베 마유 달력 2014년(2013년 12월 6일, 하고로모)
- 탁상 와타나베 마유 달력 2014년(2013년 12월 6일, 하고로모)
- 벽 와타나베 마유 캘린더 2015년 (2014년 12월 13일,하고 로모)
- 탁상 와타나베 마유 캘린더 2015년 (2014년 12월 13일,하고 로모)
- 벽 와타나베 마유 2016 AKB48 B2 달력 (2015년 12월 31일, AKS)
- 탁상 와타나베 마유 2016 AKB48 달력 (2015년 12월 31일, AKS)

## 작품

### 싱글
|                    | 발매일             | 제목               | 최고 주간 순위     | 판매 형태          | 레코드 No:                                                    | 형태                                                                     | 비고               |
| Sony Music Records | Sony Music Records | Sony Music Records | Sony Music Records | Sony Music Records | Sony Music Records                                            | Sony Music Records                                                       | Sony Music Records |
| ------------------ | ------------------ | ------------------ | ------------------ | ------------------ | ------------------------------------------------------------- | ------------------------------------------------------------------------ | ------------------ |
| 1                  | 2012년 2월 29일    | 싱크로 도키메키    | 2위                | CD+DVD CD+DVD CD   | SRCL-7874~75 SRCL-7876~77 SRCL-7878~79 SRCL-7880              | 초회생산한정반 A 초회생산한정반 B 초회생산한정반 C 통상판                |                    |
| 2                  | 2012년 7월 25일    | 어른 젤리빈즈      | 3위                | CD+DVD CD          | SRCL-8028~29 SRCL-8030~31 SRCL-8032~33 SRCL-8034              | 초회생산한정반 A 초회생산한정반 B 초회생산한정반 C 통상판                |                    |
| 3                  | 2012년 11월 21일   | 빛나는 것들        | 1위                | CD+DVD CD          | SRCL-8180 SRCL-8182~83 SRCL-8184~85 SRCL-8186~87 SRCL-8188    | 완전생산한정반 초회생산한정반 A 초회생산한정반 B 초회생산한정반 C 통상판 |                    |
| 4                  | 2013년 7월 10일    | 나팔 연습 중       | 3위                | CD CD+DVD CD       | SRCL-8334~35 SRCL-8336~37 SRCL-8338~39 SRCL-8340 SRCL-8341~42 | 완전생산한정반 초회생산한정반 A 초회생산한정반 B 통상판 기간생산한정반   |                    |
| 5                  | 2015년 6월 10일    | 만남의 연속        | 2위                | CD+DVD CD          | SRCL-8833~34 SRCL-8835~36 SRCL-8837~38 SRCL-88391             | 완전생산한정반 초회생산한정반 A 초회생산한정반 B 통상판                  |                    |

### 앨범
|                    | 발매일             | 제목               | 최고 주간 순위     | 판매 형태          | 레코드 No:                          | 형태                                     | 비고               |
| Sony Music Records | Sony Music Records | Sony Music Records | Sony Music Records | Sony Music Records | Sony Music Records                  | Sony Music Records                       | Sony Music Records |
| ------------------ | ------------------ | ------------------ | ------------------ | ------------------ | ----------------------------------- | ---------------------------------------- | ------------------ |
| 1                  | 2017년 12월 20일   | Best Regards!      | 2위                | CD+DVD CD+DVD CD   | SRCL-9647~48 SRCL-9649~50 SRCL-7851 | 초회생산한정반 A 초회생산한정반 B 통상판 |                    |

### 본인 명의가 아닌 CD 수록곡
- 完璧ぐ〜のね/완벽구노네~에 수록
  - 風のバイオリン/바람의 바이올린
- アッカンベー橋/아캉베다리에 수록
  - やさしくさせて/상냥하게 대해줘
- 青春のフラッグ/청춘 플래그에 수록
  - 軟体恋愛クラゲっ娘/연체연애해파리 아가씨
- 廊下は走るな!/복도는 뛰지마!에 수록
  - 麻友のために/마유를 위해서
- バレンタイン・キッス/발렌타인 키스에 수록
  - 夕陽のいじわる/석양의 장난
- へたっぴウィンク/서투른 윙크에 수록
  - 未来の恋人/미래의 연인
- 希望山脈/희망산맥에 수록
  - 恋は心配性/사랑은 걱정

### 타이업
| 곡                   | 타이업 | 수록작품                    | 비고 |
| -------------------- | --- | --------------------------- | ---- |
| 싱크로 도키메키      | TV 도쿄계 드라마『사바돌』오프닝 테마                                                                              | 1st 싱글「싱크로 도키메키」 |      |
| 고등어 통조림        | TV 도쿄계 드라마『사바돌』엔딩 테마                                                                                | 1st 싱글「싱크로 도키메키」 |      |
| 안녕다리             | 애니메이션 영화『노려진 학원』주제가                                                                               | 3rd 싱글「빛나는 것들」     |      |
| 나팔 연습중          | 도쿄 돔『감옥 유원지에서 마유유를 구하자!!! in 도쿄 돔 시티 어트랙션스』제휴송                                     | 4th 싱글「나팔 연습중」     |      |
| 만남의 연속          | 칸사이 TV · 후지 TV계 드라마『싸우다! 서점 걸』주제가                                                              | 5th 싱글「만남의 연속」     |      |
| 여자라면             | CM: 시마무라「Avail 2014 가을겨울 와타나베 마유」편                                                                | 5th 싱글「만남의 연속」     |      |
| 올바른 마법의 사용법 | 애니메이션 영화『마법사 프리큐어! 기적의 변신! 큐어 모후룬! 』삽입곡 · 「큐어 미라클과 모후룬의 마법 연습!」테마송 |                             |      |